# Blabomma oregonense
Blabomma oregonense là một loài nhện trong họ Dictynidae.
Loài này thuộc chi Blabomma. Blabomma oregonense được Ralph Vary Chamberlin & Wilton Ivie miêu tả năm 1937.